# Harmodije i Aristogeiton (skulptura)
Skulpturalni par tiranoubojica Harmodija i Aristogeitona (starogrčki: Ἁρμόδιος καὶ Ἀριστογείτων) bio je dobro poznat u starom svijetu u dvije glavne verzije, ali preživio je samo u rimskim mramornim kopijama. Ljubavnici Harmodius i Aristogeiton bili su atenski heroji čiji je čin odvažnosti 514. pr. Kr. otvorio put atenskoj demokraciji.

## Povijest
Prvu verziju koja je naručena od kipara Antenora nakon uspostave atenske demokracije i postavljena na Agori ukrali su Perzijanci kada su okupirali Atenu 480. godine tijekom Grčko-perzijskih ratova i prenijeli je u Suzu. Iako ga je u Atenu vratio Aleksandar Veliki (prema Aleksandrovom povjesničaru Arijanu) ili Seleuk I. (prema rimskom piscu Valeriju Maksimu), ili ponovno Antioh prema Pauzaniji (1.8.5), nikada nije privukao prepisivače i sada je izgubljen.
Kako bi zamijenili ukradenu izvornu verziju, Atenjani su naručili Kritiosa i Nesiotesa da naprave novi kip, koji je postavljen 477./76. pr. Kr., prema ispisanoj Parskoj kronici. Oba su para stajala jedan uz drugoga na Agori sve do 2. stoljeća nove ere kada ih je tamo zabilježio Pauzanija. Kritiosov i Nesiotesov par također je sada izgubljen, ali za razliku od Antenorova, oni su opsežno kopirani u helenističko i rimsko doba. Najbolje sačuvane od tih kopija mogu se vidjeti u Nacionalnom arheološkom muzeju u Napulju.

## Opis
U neo-atičkom stilu koji je oživio strogi stil izvorne bronce, prikazuje idealizirane portrete dvojice heroja: glatko obrijanog Harmodija, koji gura mač naprijed u podignutoj desnoj ruci, drugi mač u lijevoj ruci; i Aristogeiton, također mašući mačem, s hlamidom ili ogrtačem, prebačenim preko lijevog ramena. Od četiri mača ostale su samo drške. Glava Aristogeitona, kao i lijeva i desna ruka nisu originalni.
Harmodijeva glava od istrošenog mramora, nekoć fino izrađena, sačuvana u Metropolitan Museum of Art, s ostacima nosača na tjemenu glave, nje Giseli Richter restauraciju Harmodijeve desne ruke (od koje su obje nedostaju i restaurirani su u napuljskoj skulpturi), dosežu unatrag, spremni za udarac koji siječe prema dolje.

## Daljnje čitanje
- Taylor, Michael W. The Tyrant Slayers: The Heroic Image in Fifth Century B.C. Athenian Art and Politics 2nd ed. 1991.
- Sture Brunnsåker, The Tyrant-Slayers of Kritios and Nesiotes. A critical study of the sources and restorations (Skrifter utgivna av Svenska institutet i Athen, 4°, 17), Stockholm 1971. ISBN 978-91-85086-00-9. ISBN 91-85086-00-2. See record at WorldCat: http://www.worldcat.org/oclc/715118964